# Gymnocoronis spilanthoides
Faux Hygrophile
Espèce
Gymnocoronis spilanthoides, le faux Hygrophile est une espèce de plantes à fleurs de la famille des Asteraceae. Cette plante aquatique originaire d'Amérique du Sud est considérée comme une invasive sur les autres continents. Elle a, par le passé, été utilisée en aquariophilie.

## Description

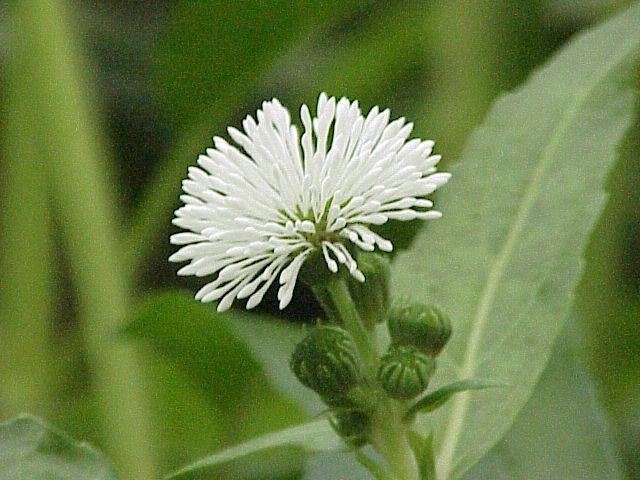
Gymnocoronis spilanthoides, fleur.

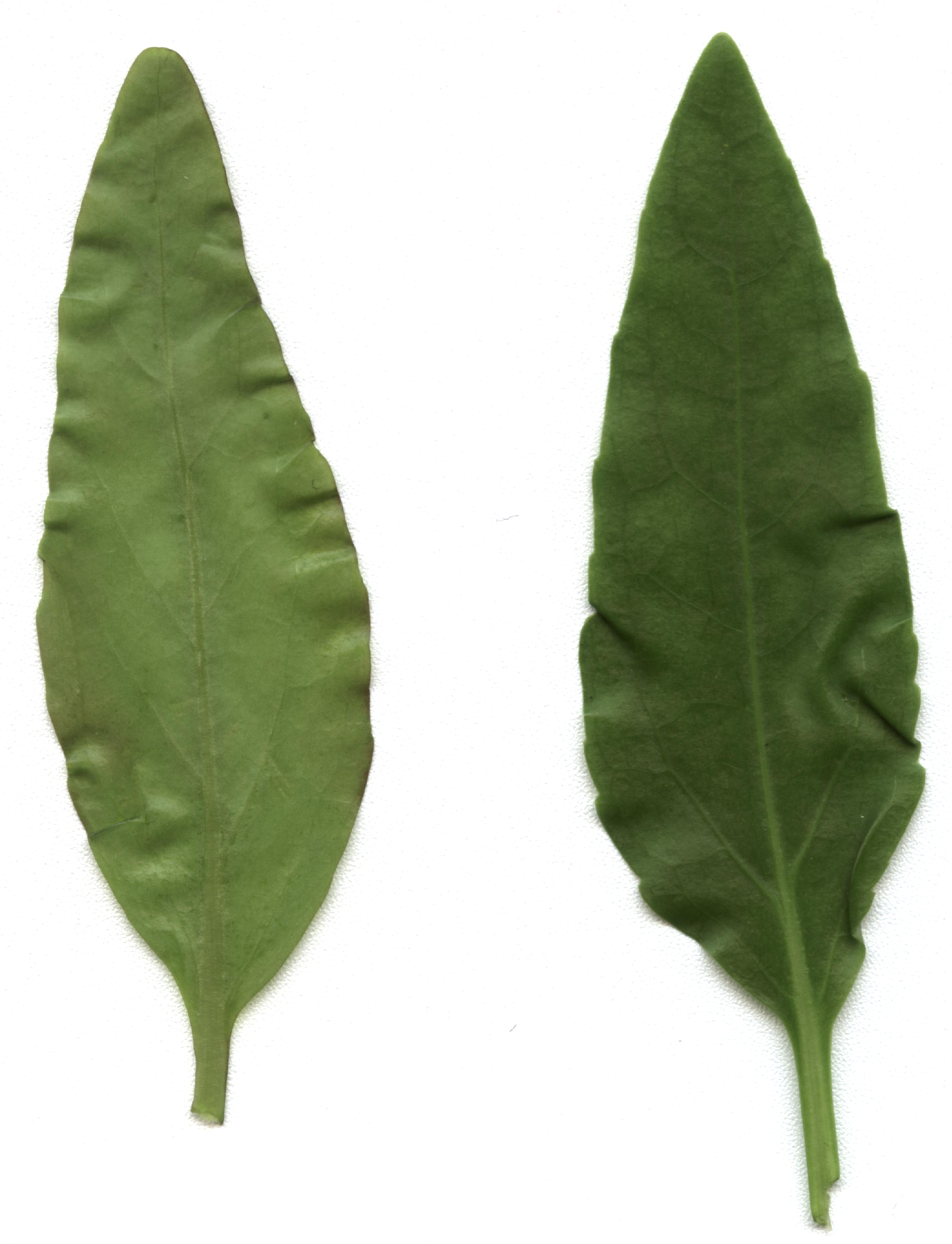
Gymnocoronis spilanthoides, feuille recto-verso.

Gymnocoronis spilanthoides est une plante aquatique qui mesure 1,50 m de hauteur. Sa tige est glabre, creuse, molle et striée. Elle est ramifiée dans sa partie supérieure où sont disposés des capitules blancs de 1 à 2 cm de diamètre. Ses feuilles pétiolées sont simples, lancéolées et dentées. Ses graines sont des akènes portées par un pappus qui mesurent 1,7 à 2 mm de long pour un diamètre de 0,8 à 0,9 mm.

### Confusions possibles
Gymnocoronis spilanthoides se distingue du genre Gymnocoronis par le pétiole de ses feuilles ; les trois autres espèces, toutes mexicaines, ayant les feuilles céciles.

### Variétés
Liste des variétés selon GBIF (7 septembre 2022) :
- Gymnocoronis spilanthoides var. spilanthoides
- Gymnocoronis spilanthoides var. subcordata (DC.) Baker

## Écologie et répartition
Cette espèce est originaire des eaux peu courantes des plaines tropicales sud-américaines. Plus précisément, elle est indigène au nord de l'Argentine, en Bolivie, au sud du Brésil, au Paraguay, au Pérou et en Uruguay.
La plante s'est propagée de façon invasive tout d'abord en Amérique du Nord puis en Australie, en Chine, en Inde, au Japon et en Nouvelle Zélande. Sa première apparition en Europe est signalée en 1998 en Hongrie ; les autres données étant plus récentes : 2015 pour l'Italie et 2017 pour les Pays-Bas. En France, la plante est déterminée pour la première fois en août 2022 près du Mans sur le fond vaseux de la rivière Sarthe où elle est plus dense dans les parties temporairement à sec que dans les zones constamment immergées.

## Biologie

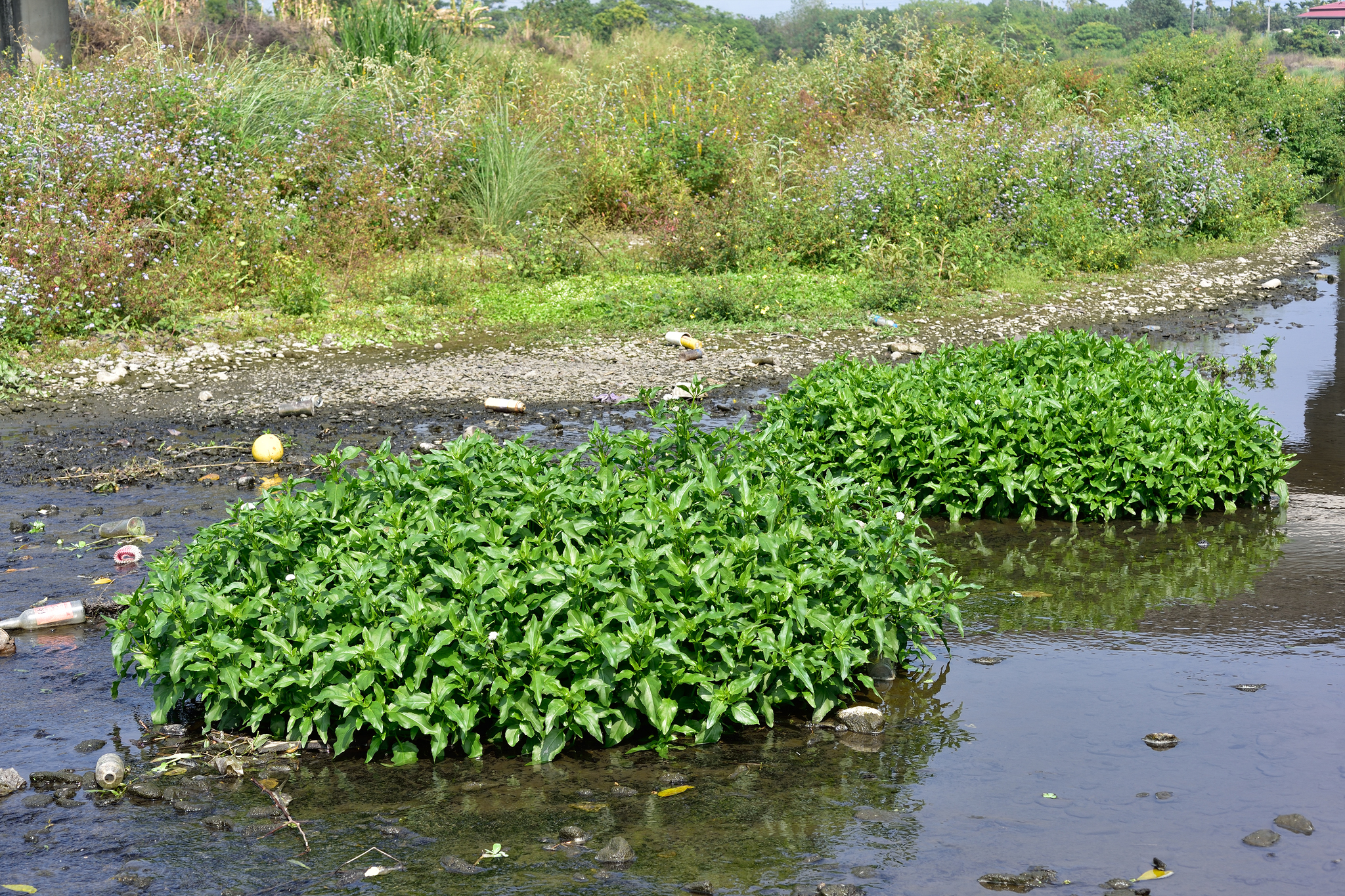
Gymnocoronis spilanthoides, vue d'un massif.

La croissance de cette plante est particulièrement rapide, allant de 10 à 15 cm par semaine à partir du printemps et plus précisément les journées où la température dépasse les 15°C. Elle supporte les hivers au gel modéré,.
La plante se propage rapidement par son usage en aquariophilie. Elle peut aussi accompagner les oiseaux migrateurs, ses graines ou ses propagules se collant à leurs pattes. Elle se déplace également par les courants des rivières, ses fragments se bouturant facilement,.

## Usage
Cette espèce est vendue en tant que plante aquatique pour la décoration de grands aquariums en aquariophilie. En Union européenne, sa vente et son transport sont prohibés en raison de son caractère invasif depis 2019. 

## Caractère invasif
Gymnocoronis spilanthoides est considérée comme une plante invasive par l'OEPP à partir de 2017 et est ajoutée à la liste des espèces exotiques envahissantes de l'Union européenne en 2019. En France, elle est inscrite sur la liste nationale à partir de 2020.
Son caractère invasif se traduit par une asphyxie du milieu aquatique, une concurrence avec les espèces indigènes et une gêne à la navigation. Cependant, son impact est bien moindre qu'une plante comme les Jussies également invasives,.

## Synonymie
Gymnocoronis spilanthoides a pour synonymes :
- Adenostemma gymnocoronis Sch.Bip. ex Baker
- Alomia spilanthoides D.Don ex Hook.
- Gymnocoronis attenuata DC.
- Gymnocoronis spilanthoides subsp. attenuata (DC.) Baker
- Piqueria attenuata (DC.) Gardner
- Piqueria longipetiolata Sch.Bip. ex Baker